# Ratchet & Clank: QForce
Ratchet & Clank: QForce (också känt som Ratchet & Clank: Full Frontal Assault i Nordamerika) är det elfte spelet i Ratchet & Clank-serien. Spelet släpptes till Playstation 3 den 30 november 2012 i Europa.
Det är ett Tower Defense spel, med en liten touch av plattformsspel.
Man kan spela på delad skärm lokalt, det vill säga två stycken kan spela på samma spelkonsol samtidigt, via splitscreen (som man också kunde på föregångare Ratchet & Clank: All 4 One). Ratchet & Clank: QForce kan också spelas i stereopisk 3D med en 3D-kompatibel TV eller Sonys nya Playstation 3D-skärm.